# San Antonio (Paraguay)
San Antonio è una città del Paraguay, situata nel dipartimento Central.

## Geografia
San Antonio si trova sulla sponda sinistra del fiume Paraguay, a 25 km a sud della capitale Asunción. I suoi porti fluviali hanno dato impulso allo sviluppo di attività commerciali e industriali.

## Storia
La prima fondazione di San Antonio risale al 1890, ad opera del cittadino tedesco Konrad Goetz; dopo la sua morte, tuttavia, il posto rimase spopolato fino al 1903, anno in cui Agustín Quiñónez rifondò la città, i cui primi abitanti furono coloni di origine tedesca, italiana, francese e spagnola.

## Società

### Popolazione
Al censimento del 2002 San Antonio contava una popolazione urbana di 37.795 abitanti. Il distretto è privo di zona rurale.

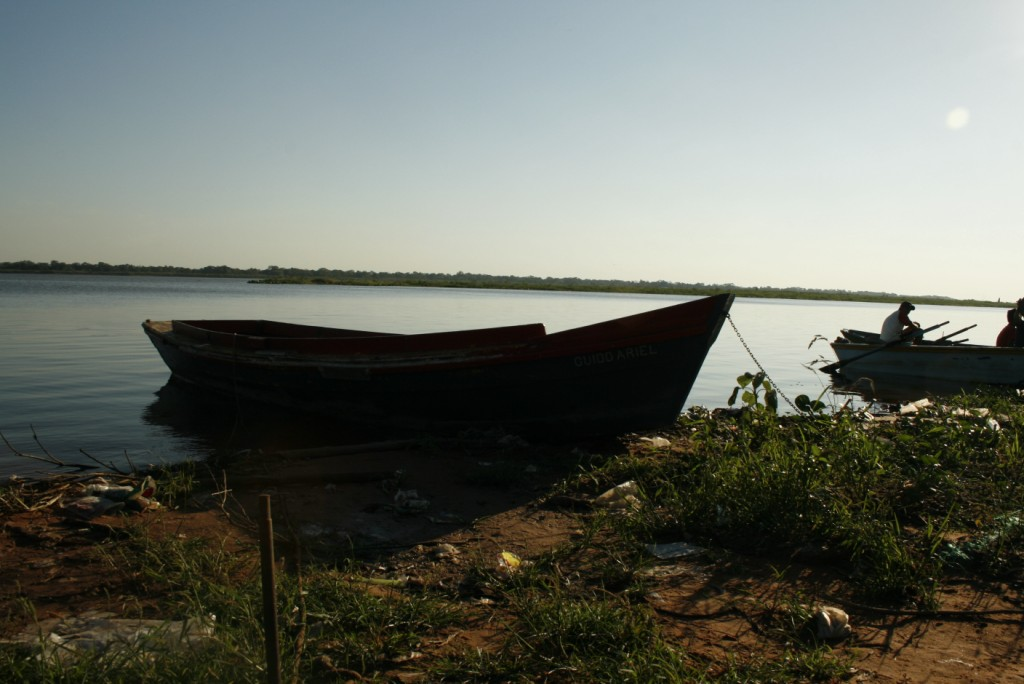
Il fiume Paraguay nei pressi di San Antonio